# Арсу (футболіст)
Артуро Гарсія Муньйос (ісп. Arturo García Muñoz; нар. 17 березня 1981, Дос-Ерманас), відомий як Арсу (ісп. Arzu) — іспанський футболіст, що грав на позиціях захисника і півзахисника, зокрема за «Реал Бетіс» та молодіжну збірну Іспанії.

## Клубна кар'єра
Народився 17 березня 1981 року в Дос-Ерманас. Вихованець футбольної школи клубу «Реал Бетіс». У дорослому футболі дебютував 1999 року виступами за «Реал Бетіс Б», а наступного року почав залучатися до ігор головної команди клубу в Сегунді.
Сезон 2001/02 провів в оренді у також друголіговій «Кордові». Повернувшись 2002 року до рідної команди, яка на той час вже змагалася в елітній Ла-Лізі, став стабільним гравцем основного складу. Відіграв загалом наступних сім сезонів в елітному дивізіоні, а згодом ще два у Сегунді за «Бетіс». 2005 року допоміг команді здобути Кубок Іспанії.
Своєю грою за останню команду знову привернув увагу представників тренерського штабу клубу «Реал Бетіс», до складу якого повернувся 2002 року. Цього разу відіграв за клуб з Севільї наступні дев'ять сезонів своєї ігрової кар'єри. Більшість часу, проведеного у складі «Реала Бетіс», був основним гравцем команди.
Сезон 2011/12 років відіграв також у Сегунді за «Хімнастік» (Таррагона), а завершував ігрову кар'єру виступами за таїландський «БЕК Теро Сасана» протягом 2012—2014 років.

## Виступи за збірні
2001 року провів одну гру за юнацьку збірну Іспанії (U-20). Згодом протягом 2002—2003 років залучався до складу молодіжної збірної Іспанії, зігравши у 10 офіційних матчах.

## Титули і досягнення
- Володар Кубка Іспанії (1):

«Реал Бетіс»: 2004/05